# Chloronitrobenzène
Le chloronitrobenzène est un composé aromatique de formule C6H4ClNO2. Il est constitué d'un cycle benzénique substitué par un groupe nitro et un atome de chlore. Comme tous les benzènes disubstitués, il existe sous la forme de trois isomères structuraux, les composés ortho, méta et para, selon la position relative des deux substituants sur le cycle.

## Propriétés
| Chloronitrobenzène                        |                                                                      |                                                                     |                                                                     |
| Nom                                       | 2-Chloronitrobenzène                                                 | 3-Chloronitrobenzène                                                | 4-Chloronitrobenzène                                                |
| Autres noms                               | 1-chloro-2-nitrobenzène o-chloronitrobenzène orthochloronitrobenzène | 1-Chloro-3-nitrobenzène m-chloronitrobenzène métachloronitrobenzène | 1-Chloro-4-nitrobenzène p-chloronitrobenzène parachloronitrobenzène |
| Représentation                            |                                                                      |                                                                     |                                                                     |
| Numéro CAS                                | 88-73-3                                                              | 121-73-3                                                            | 100-00-5                                                            |
| PubChem                                   | 6945                                                                 | 8489                                                                | 7474                                                                |
| Formule brute                             | C6H4ClNO2                                                            | C6H4ClNO2                                                           | C6H4ClNO2                                                           |
| Masse molaire                             | 157,56 g mol−1                                                       | 157,56 g mol−1                                                      | 157,56 g mol−1                                                      |
| État (CNTP)                               | solide                                                               | solide                                                              | solide                                                              |
| Apparence                                 | cristaux jaunâtres odeur caractéristique                             | cristaux jaune foncé                                                | cristaux jaunâtres                                                  |
| Point de fusion                           | 33 °C                                                                | 44 °C                                                               | 83 °C                                                               |
| Point d'ébullition                        | 242 °C                                                               | 236 °C                                                              | 242 °C                                                              |
| Masse volumique (20 °C)                   | 1,35 g·cm-3                                                          | 1,34 g·cm-3                                                         | 1,37 g·cm-3                                                         |
| Pression de vapeur saturante              | 2,4 Pa (25 °C)                                                       |                                                                     |                                                                     |
| Point d'éclair (coupelle fermée)          | 124 °C                                                               | 103 °C                                                              | 127 °C                                                              |
| Point d'auto-inflammation                 | 470 °C                                                               | 500 °C                                                              |                                                                     |
| Limites d'explosivité                     | 1,15 – 13.1 vol.%                                                    |                                                                     |                                                                     |
| Solubilité dans l'eau (20 °C)             | 0,59 g l−1                                                           | 0,26 g l−1                                                          | 225 mg l−1                                                          |
| Coefficient de partage octanol/eau (LogP) | 2,36                                                                 | 2,49                                                                | 2,39                                                                |
| Viscosité dynamique                       | 2 mPa·s (44,5 °C)                                                    |                                                                     |                                                                     |
| SGH                                       | [ 1 ]                                                                | [ 2 ]                                                               | [ 3 ]                                                               |
| Phrases H et P                            | H301, H311, H317 et H331 H351, H361, H372 et H412                    | H302, H311, H331 et H412                                            | H301, H311, H331 et H341 H351, H373 et H411                         |
| Phrases H et P                            |                                                                      | P273, P280, P302+P352+P312 et P304+P340                             | P261, P273, P280, P311 et P301+P310                                 |

Les chloronitrobenzènes se présentent sous la forme de cristaux jaune plus ou moins foncé, très peu solubles dans l'eau. Les points de fusion des composés ortho et méta sont relativement proches, celui du composé para, qui a une symétrie bien plus grande, est en revanche bien plus élevé. Les points de vaporisation de trois isomères sont par contre eux tous très proches.

## Production
Les chloronitrobenzènes peuvent être produits par nitration du chlorobenzène en présence d'acide sulfurique. La réaction produit un mélange de trois isomères, où le produit majoritaire est le composé para (82%). Les différents isomères sont ensuite séparés par des combinaisons de cristallisations et de distillation. Comme beaucoup de réactions de nitration, cette technique est dangereuse, de violentes réactions exothermiques pouvant se produire.
Alternativement, on peut obtenir les chloronitrobenzènes par chloration du nitrobenzène. Dans ce cas, c'est l'isomère méta qui est majoritairement obtenu.

## Utilisations

Exemple d'utilisation : le 4-chloronitrobenzène utilisé dans la synthèse de la dapsone, un médicament antiléprosique.

Les chloronitrobenzènes, en particulier les isomères ortho et para sont d'importants intermédiaires dans l'industrie chimique. Ils sont utilisés dans la synthèse de colorants azoïques, de pesticides et autres composés agrochimiques (par exemple le chlorprophame, un régulateur de croissance), des composés pharmaceutiques (dapsone), et des antioxydants et antiozonants dans l'industrie du caoutchouc (par exemple l'IPPD).